# بوبینگن
شهر بوبینگن در ایالت بایرن در کشور آلمان واقع شده است.

## نگارخانه

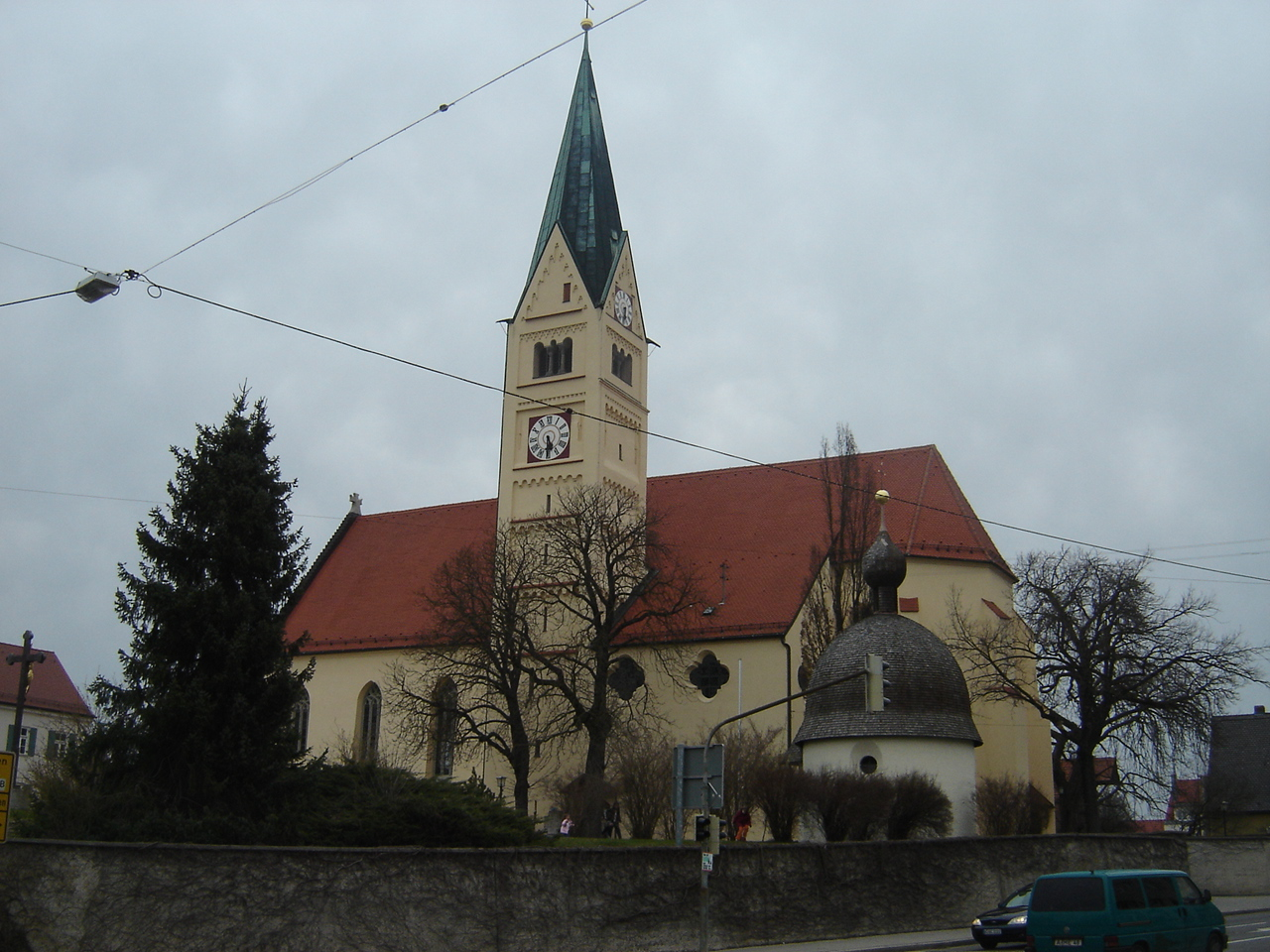
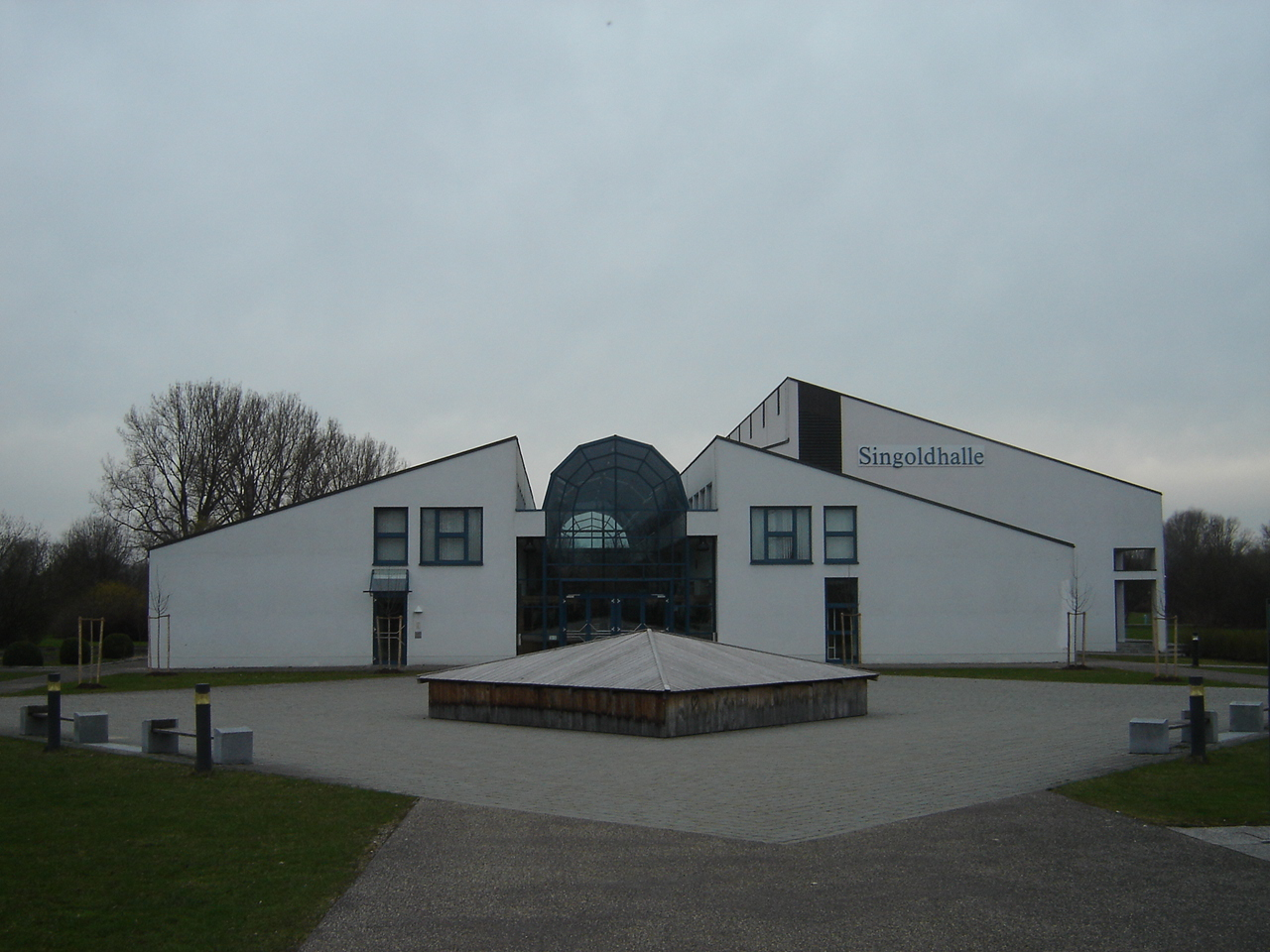
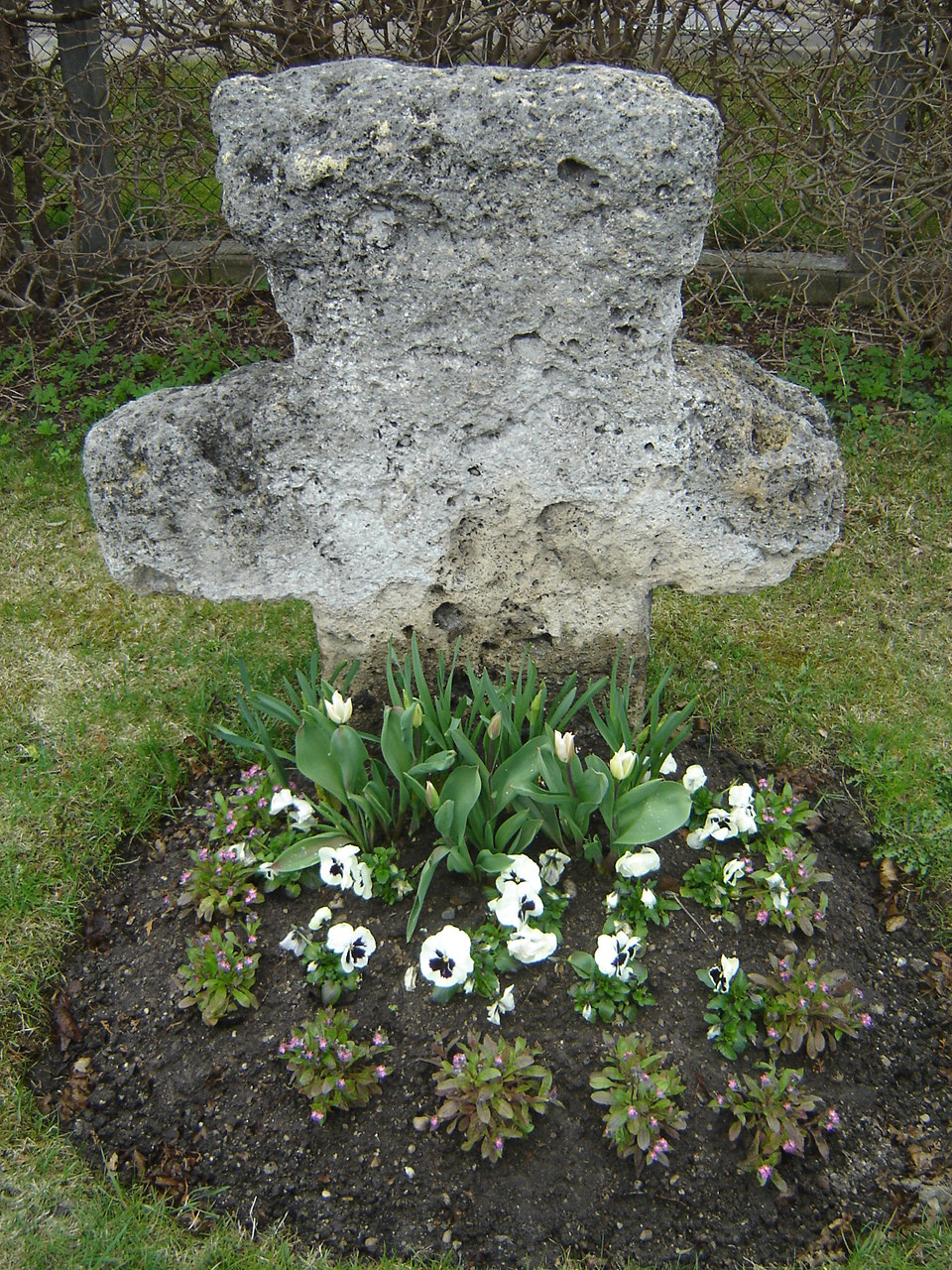
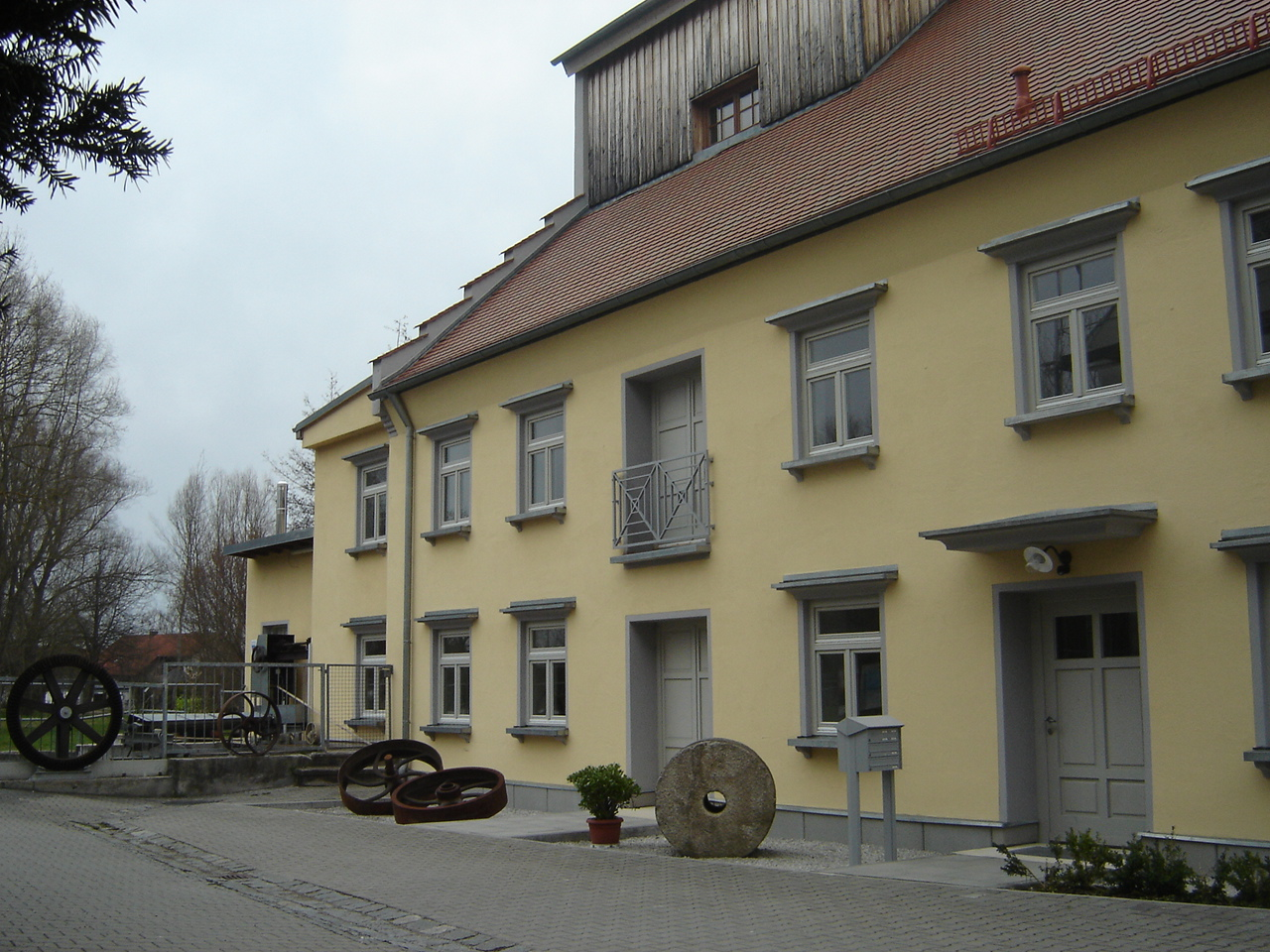